# Psila hebraica
Psila hebraica är en tvåvingeart som beskrevs av Willi Hennig 1941. Psila hebraica ingår i släktet Psila och familjen rotflugor.
Artens utbredningsområde är Israel. Inga underarter finns listade i Catalogue of Life.